# ユメスタ
ユメスタは、日本の企業・株式会社ズーがかつて運営していたアダルトゲーム制作ブランド。現在のNorn / Miel / Cybeleの前身の一つ。

## 概要
2004年にズーが運営するゲーム情報サイト・D-Dreamと連動する形で発足し、2000円前後の低価格タイトルを発売していたが（販売はラッセルの子会社・OVERが受託）、ブランドの立ち上げからわずか1年余りの2005年11月には活動を停止してしまう。一部の開発チームはブランド・Cybeleに再編され、アニメ制作会社・南町奉行所傘下のブランド・黒姫が発売するタイトルの実制作を請け負うようになった。その後、Cybeleから新ブランド・Nornが派生すると共に、販売が南町奉行所からラナップへ移り現在に至っている。また、同様にユメスタの開発チームであったわんこソフトは再編を経てNornの開発チームとなっている。この他、That'sとBLameは南町奉行所傘下のブランド・Frozenが発売するタイトルの実制作を行っていたが2007年発売の2タイトルを最後に活動を停止している。
開発タイトルの大半はPCでの発売後、携帯アプリ（iアプリのみ）へ移植され、D-Dreamモバイルで配信されていた。

## タイトル一覧
パッケージ版の発売とダウンロード販売開始の日付が異なる場合は、パッケージ版の日付を記載する。

### 開発チーム非公表
- 幼馴染な巫女さんと 〜祭事に恋に…触手!?まで〜（2004年10月1日発売）
- みこ★がく（2005年2月25日発売）

### サプリエンタテインメント
- 聖痕 〜牙と贄と狂喜の館〜（2004年11月12日発売）
- 郭の華 〜夜に咲く君の想い描きし〜（2005年1月22日発売）
- DARK †失楽の姉妹人形†（2005年3月25日発売）

### わんこソフト
- おねむりしすた〜（2004年12月10日発売）
- がんばりどーたー（2005年6月24日発売）
- おしえてKissMe（2005年9月30日発売）

### Rasinban
- 狂淫母娘 〜恥辱のコスプレ調教〜（2004年10月22日発売）
- 巨乳姉妹教師 〜淫欲の人妻調教〜（2005年8月26日発売）

### That's
- 陵辱姉妹病棟（2004年10月22日発売）
- 義母は転校生 〜淫らな寝取り日誌〜（2004年11月12日発売）
- Studio アイドル（2005年2月25日発売）
- スクール水着 〜陵辱水泳教室〜（2005年8月26日発売）

以下はFrozenより発売。
- 鬼教師 〜恥辱の課外授業〜（2007年1月26日発売）[3]

### BLame
- 陵辱シスター教会（2005年12月10日発売）

以下はFrozenより発売。
- 惨劇の館 穢された少女（2007年1月26日発売）[4]